# DIN SPEC 77008

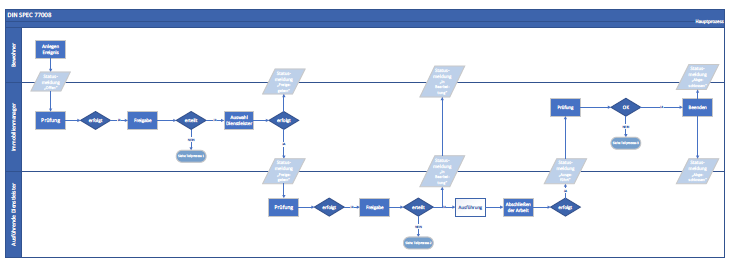
Darstellung des Hauptprozesses nach DIN SPEC 77008.

DIN SPEC 77008 „Anforderungen an einen digitalen End-to-End-Prozess zwischen Bewohner, Immobilienmanager und Dienstleister“ stellt eine in sich abgeschlossene Prozessbeschreibung für standardisiertes digitales Vorgangsmanagement in der Immobilienverwaltung dar. DIN SPEC 77008 beschreibt die, für die Einführung digitaler Kommunikationsprozesse im Vorgangsmanagement von Immobilienverwaltungen, notwendigen Prozessabläufe und Akteure und legt deren Rechte und Rollen im Prozess fest. Unter Verwendung des in der SPEC festgelegten Prozesses, lässt sich ein digital abbildbarer und automatisierbarer Prozess einführen.

## Entwicklung
Die DIN SPEC 77008 wurde vom Unternehmen hausify GmbH beim Deutschen Institut für Normung e. V. (DIN) initiiert. Die Grundstruktur der Prozessarchitektur wurde von Frank Kagerer und Martin Schmal 2018 im Vorfeld der SPEC Projektarbeit entwickelt. Die DIN SPEC 77008:2019-02 wurde nach dem PAS-Verfahren von einem Expertengremium im Jahr 2018 erarbeitet. Zu dem Projektgremium zählten neben der hausify GmbH u. a. die Cleopa Gmbh und die METR Building Management Systems GmbH, sowie Immobilienverwaltungen, wie die MJ Immobilienmanagement e.K. Im Januar 2019 veröffentlichte der Beuth-Verlag die DIN SPEC. Den Anstoß für die Erarbeitung bildete der Wunsch von Immobilienverwaltungen, die von ihnen angestrebte Prozessautomatisierung basierend auf einem Standard umsetzen zu können. Die DIN SPEC 77008 soll Immobilienmanagern, Dienstleistern und Anbietern von IT-Lösungen helfen, Produkte und Dienstleistungen für die digitalisierte Kommunikation im Immobilienmanagement zu gestalten. Die DIN SPEC wurde auf Deutsch und Englisch veröffentlicht.

## Inhalte
DIN SPEC 77008 soll Anforderungen für einen digitalisierten End-to-End-Prozess im Spannungsfeld zwischen Bewohner, Immobilienmanager und Dienstleister festlegen. Ein wesentlicher Teil betrifft die Einführung von standardisierten Ticketing-Systemen zur Automatisierung einer transparenten Kommunikation. Der Prozess ist zentralisiert geführt, wobei der Immobilienmanager Prozesseigner ist. Der Prozess enthält drei Rollen: Bewohner, Immobilienmanager und Dienstleister. Den Rollen sind Berechtigungen zugeordnet. Die Berechtigungen sind „Anlegen“, „Prüfen“ und „Freigeben“.
DIN SPEC 77008 beschreibt den End-to-End-Ansatz der Behandlung von Vorgängen (zum Beispiel Schadensfälle) in einem Immobilienobjekt, inklusive den möglichen Prozessabbrüchen und den daraus folgenden Konsequenzen.
Die DIN SPEC enthält Anforderungen an das Ticketingsystem, zur Definition der Projektstatus und Verweise zum Umgang mit personenbezogenen Daten.